# Museo de Nintendo
El Museo de Nintendo es un museo de videojuegos ubicado en Uji, en Kioto, Japón. Es propiedad de la empresa de videojuegos Nintendo y exhibe una amplia variedad de productos de la historia de la empresa. El museo abrió sus puertas el 2 de octubre de 2024.

## Historia
El Museo de Nintendo se anunció por primera vez en 2021. Se encuentra en el sitio de la antigua planta de Ogura, donde Nintendo solía fabricar tarjetas coleccionables y reparar juguetes y consolas. Contará con una nueva galería que "mostrará los numerosos productos que Nintendo ha lanzado a lo largo de su historia" y se centrará en la "historia de desarrollo de productos y la filosofía de la empresa con el público" que se remonta a sus orígenes. La construcción del Museo de Nintendo finalizó en mayo de 2024. El 19 de agosto de 2024 se emitió un Nintendo Direct sobre el museo, con fecha de apertura para el 2 de octubre de 2024.
El director general de Nintendo, Shinya Takahashi, afirmó que el museo contará con "una amplia variedad de productos Nintendo de la historia de la empresa". La alcaldesa de Uji, Atsuko Matsumura, espera que el nuevo museo sea "atractivo para los fanáticos de los videojuegos".
El 20 de agosto de 2024, Nintendo anunció en su sitio web oficial que el museo funcionará con un sistema basado en lotería. Los boletos se venderán mediante un sorteo aleatorio y los visitantes podrán solicitar una fecha específica con anticipación. Una vez seleccionados procederán al pago de las entradas.

## Exposiciones interactivas
En la primera planta del museo de Nintendo hay 8 exhibiciones interactivas; cada una costará un número específico de unas monedas especiales que vienen con la entrada (con cada entrada el visitante recibe 10 monedas). Con una sola entrada no se podrá acceder a todas las exposiciones interactivas.
- Shigureden SP: Se juega al Hyakunin Isshu con un dispositivo móvil y una pantalla gigante en el suelo.
- Zapper & Scope SP: Se juega disparar a los enemigos del juegos Super Mario, con réplicas del NES Zapper y el Super Scope. Esta exposición se parece mucho al Laser Clay System.
- Ultra Machine SP: Esta exposición representa una habitación típica japonesa de la década de 1970. En la exhibición se puede jugar a la Ultra Machine, que lanza pelotas que deben ser golpeadas con un bate; si se le da a algún objeto dentro de la habitación, estos se moverán o se iluminarán.
- Ultra Hand SP: Se usa la Ultra Hand para coger pelotas y depositarlas en una tubería.
- Love Tester SP: En esta exposición se utiliza un Love Tester moderno, una mano cogerá una bolita de metal y la otra sujetará la mano de la otra persona, y la máquina mide el nivel de amor.
- Game & Watch SP: En este juego se utiliza la Game & Watch pero con tu sombra.
- Nintendo Classics: En esta exposición se puede jugar 80 juegos clásicos de Nintendo, de Famicom a Nintendo 64, en un tiempo de 5 a 7 minutos.
- Big Controller: Se puede jugar juegos clásicos de Nintendo, pero con los controles gigantes; se necesitan 2 o 3 personas para jugar.